# Jürgen Fuchs
Jürgen Fuchs (Pfaffenhofen a.d.Ilm, 28 novembre 1965) è un pilota motociclistico tedesco.

## Carriera
Per quanto riguarda le gare del motomondiale il suo esordio risale alla stagione 1994 in classe 250 alla guida di una Honda. La sua migliore stagione è stata quella del 1996 quando si è classificato quarto al termine dell'annata conquistando quattro podi e il secondo posto al GP d'Olanda; l'anno seguente ha gareggiato nella classe 500 con il team Elf, senza ottenere risultati di rilievo e il suo ultimo anno di partecipazioni è stato il 1998 con un ritorno nella classe di cilindrata inferiore in sella ad una Aprilia. Pur avendo disputato solo otto prove in quell'anno, ha ripetuto il suo miglior risultato sul singolo gran premio classificandosi nuovamente secondo e nuovamente in occasione del GP d'Olanda.
In seguito Fuchs si è dedicato alle serie BMW Motorrad BoxerCup e per la BMW ha fatto da collaudatore per la BMW S 1000 RR in vista della partecipazione al campionato mondiale Superbike.

## Risultati nel motomondiale

### Classe 250
| 1994 | Classe | Moto  |  |  |  |  |  |    |  |  |  |  |    |     |    |    |  | Punti | Pos. |
| ---- | ------ | ----- |  |  |  |  |  | -- |  |  |  |  | -- | --- | -- | -- |  | ----- | ---- |
| 1994 | 250    | Honda |  |  |  |  |  | 18 |  |  |  |  | 18 | Rit | 20 | 20 |  | 0     |      |

| 1995 | Classe | Moto  |    |    |    |    |     |    |    |    |    |    |    |   |   |  |  | Punti | Pos. |
| ---- | ------ | ----- | -- | -- | -- | -- | --- | -- | -- | -- | -- | -- | -- | - | - |  |  | ----- | ---- |
| 1995 | 250    | Honda | 10 | 17 | 12 | 13 | Rit | 15 | 10 | 12 | 12 | 10 | 11 | 8 | 8 |  |  | 55    | 11º  |

| 1996 | Classe | Moto  |   |   |    |   |   |     |   |   |   |   |   |   |   |   |   | Punti | Pos. |
| ---- | ------ | ----- | - | - | -- | - | - | --- | - | - | - | - | - | - | - | - | - | ----- | ---- |
| 1996 | 250    | Honda | 7 | 6 | 12 | 4 | 5 | Rit | 2 | 3 | 4 | 3 | 5 | 4 | 5 | 3 | 5 | 174   | 4º   |

| 1998 | Classe | Moto    |    |   |     |     |    |   |   |     |    |  |  |  |  |  |  | Punti | Pos. |
| ---- | ------ | ------- | -- | - | --- | --- | -- | - | - | --- | -- |  |  |  |  |  |  | ----- | ---- |
| 1998 | 250    | Aprilia | 17 | 8 | Rit | Rit | 12 | 4 | 2 | Rit | NP |  |  |  |  |  |  | 45    | 17º  |

| Legenda | 1º posto        | 2º posto            | 3º posto            | A punti      | Senza punti        | Grassetto – Pole position Corsivo – Giro più veloce |
| Legenda | Gara non valida | Non qual./Non part. | Ritirato/Non class. | Squalificato | '-' Dato non disp. | Grassetto – Pole position Corsivo – Giro più veloce |

### Classe 500
| 1997 | Classe | Moto    |     |     |    |     |     |    |   |    |    |   |    |     |    |    |     | Punti | Pos. |
| ---- | ------ | ------- | --- | --- | -- | --- | --- | -- | - | -- | -- | - | -- | --- | -- | -- | --- | ----- | ---- |
| 1997 | 500    | Elf 500 | Rit | Rit | 16 | Rit | Rit | 16 | 9 | 14 | 13 | 6 | 15 | Rit | 16 | 11 | Rit | 28    | 20º  |

| Legenda | 1º posto        | 2º posto            | 3º posto            | A punti      | Senza punti        | Grassetto – Pole position Corsivo – Giro più veloce |
| Legenda | Gara non valida | Non qual./Non part. | Ritirato/Non class. | Squalificato | '-' Dato non disp. | Grassetto – Pole position Corsivo – Giro più veloce |